# 2002年美國職棒大聯盟選秀
2002年美國職棒大聯盟選秀為大聯盟第38屆選秀，在美國時間6月4日至5日舉行。匹茲堡海盜的Bryan Bullington為該年的首輪選秀狀元。

## 第一輪選秀
圖示
|   | 入選美國職棒大聯盟全明星賽的球員 |
| * | 並未簽約的球員                   |

| 選秀順位 | 球員            | 球隊             | 位置          | 畢業學校                   |
| -------- | --------------- | ---------------- | ------------- | -------------------------- |
| 1        | 布萊恩·布林頓   | 匹茲堡海盜       | 右投          | 波爾州立大學               |
| 2        | B·J·厄普頓      | 坦帕灣魔鬼魚     | 中外野手      | 格林比爾基督學院           |
| 3        | 克里斯·葛魯勒   | 辛辛那提紅人     | 右投          | 自由聯邦高中               |
| 4        | 亞當·羅文       | 巴爾的摩金鶯     | 左投          | 弗雷瑟谷基督高中           |
| 5        | 克林特·艾佛茲   | 蒙特婁博覽會     | 右投          | 賽普瑞斯瀑布高中           |
| 6        | 扎克·格林基     | 堪薩斯市皇家     | 右投          | 阿波卡高中                 |
| 7        | 普林斯·菲爾德   | 密爾瓦基釀酒人   | 一壘手        | 歐蓋里高中                 |
| 8        | 史考特·摩爾     | 底特律老虎       | 游擊手        | 賽普瑞斯高中               |
| 9        | 傑夫·法蘭西斯   | 科羅拉多洛磯     | 左投          | 英屬哥倫比亞大學           |
| 10       | 德魯·梅耶       | 德州遊騎兵       | 游擊手/二壘手 | 南卡羅來納大學             |
| 11       | 傑里米·赫米達   | 佛羅里達馬林魚   | 外野手        | 喬瑟夫·惠勒高中            |
| 12       | 喬·桑德斯       | 安那罕天使       | 左投          | 維吉尼亞理工學院暨州立大學 |
| 13       | 卡里爾·格林     | 聖地牙哥教士     | 游擊手        | 克萊門森大學               |
| 14       | 拉斯·亞當斯     | 多倫多藍鳥       | 游擊手        | 北卡羅來納大學教堂山分校   |
| 15       | 史考特·卡茲米爾 | 紐約大都會       | 左投          | 賽普瑞斯瀑布高中           |
| 16       | 尼可拉斯·史威瑟 | 奧克蘭運動家     | 一壘手        | 俄亥俄州立大學             |
| 17       | 科爾·漢梅爾斯   | 費城費城人       | 左投          | 蘭丘·伯納多高中            |
| 18       | 羅伊斯·林恩     | 芝加哥白襪       | 左投          | 聖地牙哥州立大學           |
| 19       | 詹姆斯·隆尼     | 洛杉磯道奇       | 一壘手        | 勞倫斯·艾爾金斯高中        |
| 20       | 迪納德·史潘     | 明尼蘇達雙城     | 中外野手      | 坦帕天主高中               |
| 21       | 鮑比·布朗尼     | 芝加哥小熊       | 右投          | 羅格斯大學新布朗斯維克分校 |
| 22       | 傑瑞米·格思里   | 克里夫蘭印地安人 | 右投          | 史丹佛大學                 |
| 23       | 傑夫·弗蘭庫爾   | 亞特蘭大勇士     | 外野手        | 景觀高中                   |
| 24       | 喬·布蘭頓       | 奧克蘭運動家     | 右投          | 肯塔基大學                 |
| 25       | 麥特·凱恩       | 舊金山巨人       | 右投          | 休士頓高中                 |
| 26       | 約翰·麥卡迪     | 奧克蘭運動家     | 游擊手        | 馬里蘭大學學院市分校       |
| 27       | 瑟吉歐·桑托斯   | 亞利桑那響尾蛇   | 游擊手        | 馬特戴高中                 |
| 28       | 小約翰·梅貝瑞*  | 西雅圖水手       | 一壘手        | 羅克赫斯特高中             |
| 29       | 德里克·葛里斯比 | 休士頓太空人     | 右投          | 東北德州社區學院           |
| 30       | 班·弗里茲       | 奧克蘭運動家     | 右投          | 加州州立大學弗雷斯諾分校   |

### 第一輪補充選秀
| 選秀順位 | 球員            | 球隊             | 位置   | 畢業學校               |
| -------- | --------------- | ---------------- | ------ | ---------------------- |
| 31       | 葛雷格·米勒     | 洛杉磯道奇       | 左投   | 艾斯波蘭薩高中         |
| 32       | 盧克·哈格提     | 芝加哥小熊       | 左投   | 波爾州立大學           |
| 33       | 麥特·惠特尼     | 克里夫蘭印地安人 | 一壘手 | 棕櫚灘花園社區高中     |
| 34       | 丹·梅耶         | 亞特蘭大勇士     | 左投   | 詹姆斯·麥迪遜大學      |
| 35       | 傑瑞米·布朗     | 奧克蘭運動家     | 捕手   | 阿拉巴馬大學           |
| 36       | 查德·布拉斯科   | 芝加哥小熊       | 右投   | 普渡大學               |
| 37       | 史蒂夫·奧本錢恩 | 奧克蘭運動家     | 右投   | 伊凡斯維爾大學         |
| 38       | 麥特·克蘭頓     | 芝加哥小熊       | 右投   | 奧蘭治海岸學院         |
| 39       | 馬克·提亨       | 奧克蘭運動家     | 三壘手 | 加利福尼亞聖瑪麗學院   |
| 40       | 馬克·施拉梅克   | 辛辛那提紅人     | 右投   | 德克薩斯大學奧斯汀分校 |
| 41       | 麥卡·席林       | 克里夫蘭印地安人 | 二壘手 | 斯利曼學院             |

## 補償選秀
1. ↑  因強尼·戴蒙加入紅襪隊而得到補償選秀
2. ↑  因傑森·吉昂比加入洋基隊而得到補償選秀
3. ↑  因傑森·伊斯林豪森加入紅雀隊而得到補償選秀
4. ↑  因朴贊浩成為自由球員而得到補償選秀
5. ↑  因大衛·威瑟斯（英语：David Weathers）成為自由球員而得到補償選秀
6. ↑  因璜·岡薩雷茲成為自由球員而得到補償選秀
7. ↑  因史蒂夫·卡塞（英语：Steve Karsay）成為自由球員而得到補償選秀
8. ↑  因傑森·吉昂比成為自由球員而得到補償選秀
9. ↑  因隆德爾·懷特（英语：Rondell White）成為自由球員而得到補償選秀
10. ↑  因傑森·伊斯林豪森成為自由球員而得到補償選秀
11. ↑  因陶德·范波培爾（英语：Todd Van Poppel）成為自由球員而得到補償選秀
12. ↑  因強尼·戴蒙成為自由球員而得到補償選秀
13. ↑  因為去年選秀沒有簽下傑瑞米·索威斯而得到補償選秀
14. ↑  因為去年選秀沒有簽下艾蘭·霍恩而得到補償選秀

## 其他著名球員
- 喬伊·沃托, 第2輪, 44順位被辛辛那提紅人選走
- 麥卡·歐文斯（英语：Micah Owings）, 第2輪, 50順位被科羅拉多洛磯選走
- 喬恩·萊斯特, 第2輪, 57順位被波士頓紅襪選走
- 喬納森·布朗克斯頓, 第2輪, 60順位被洛杉磯道奇選走
- 傑西·克蘭恩（英语：Jesse Crain）, 第2輪, 61順位被明尼蘇達雙城選走
- 布萊恩·麥肯, 第2輪, 64順位被亞特蘭大勇士選走
- 弗瑞德·路易士（英语：Fred Lewis）, 第2輪, 66順位被舊金山巨人選走
- 克里斯·史奈德（英语：Chris Snyder）, 第2輪, 68順位被亞利桑那響尾蛇選走
- 柯蒂斯·格蘭德森, 第3輪, 80順位被底特律老虎選走
- 查理·莫頓, 第3輪, 95順位被亞特蘭大勇士選走
- 傑夫·貝克, 第4輪, 111順位被科羅拉多洛磯選走
- 里奇·希爾, 第4輪, 112順位被芝加哥小熊選走
- 喬許·詹森, 第4輪, 113順位被佛羅里達馬林魚選走
- 凱文·柯瑞亞（英语：Kevin Correia）, 第4輪, 127順位被舊金山巨人選走
- 尼克·杭德利（英语：Nick Hundley）, 第5輪, 143順位被佛羅里達馬林魚選走，但未簽約
- 班·法蘭西斯科（英语：Ben Francisco）, 第5輪, 154順位被克里夫蘭印地安人選走
- 約翰·曼恩, 第6輪, 166順位被巴爾的摩金鶯選走
- 史考特·奧森（英语：Scott Olsen）, 第6輪, 173順位被佛羅里達馬林魚選走
- 克里斯·蓋茨（英语：Chris Getz）, 第6輪, 180順位被芝加哥白襪選走
- 派特·尼謝克, 第6輪, 182順位被明尼蘇達雙城選走
- 麥特·卡普斯, 第7輪, 193順位被匹茲堡海盜選走
- 湯姆·威爾罕森（英语：Tom Wilhelmsen (baseball)）, 第7輪, 199順位被密爾瓦基釀酒人選走
- 萊恩·史比爾博斯（英语：Ryan Spilborghs）, 第7輪, 201順位被科羅拉多洛磯選走
- 布蘭登·莫斯, 第8輪, 238順位被波士頓紅襪選走
- 亞當·林德, 第8輪, 242順位被明尼蘇達雙城選走，但未簽約
- 克雷·漢斯利（英语：Clay Hensley）, 第8輪, 247順位被舊金山巨人選走
- 傑瑞德·柏頓（英语：Jared Burton）, 第8輪, 248順位被奧克蘭運動家選走
- 亞當·格林伯格（英语：Adam Greenberg (baseball)）, 第9輪, 273順位被芝加哥小熊選走
- 傑森·漢默（英语：Jason Hammel）, 第10輪, 284順位被坦帕灣魔鬼魚選走
- 霍伊·肯德瑞克, 第10輪, 294順位被安那罕天使選走
- 麥特·林斯壯, 第10輪, 297順位被紐約大都會選走
- 喬·祖馬亞, 第11輪, 320順位被底特律老虎選走
- 詹姆斯·麥當勞（英语：James McDonald (baseball)）, 第11輪, 331順位被洛杉磯道奇選走
- 麥卡·霍夫鮑爾（英语：Micah Hoffpauir）, 第13輪, 393順位被芝加哥小熊選走
- 麥克·派爾弗雷（英语：Mike Pelfrey）, 第15輪, 434順位被坦帕灣魔鬼魚選走，但未簽約
- 蓋比·桑契斯（英语：Gaby Sánchez)）, 第15輪, 460順位被坦帕灣魔鬼魚選走，但未簽約
- 布蘭登·麥卡錫, 第17輪, 510順位被芝加哥白襪選走
- 羅素·馬丁, 第17輪, 511順位被洛杉磯道奇選走
- 克里斯·楊（英语：Chris Young (baseball coach)）, 第18輪, 531順位被科羅拉多洛磯選走
- 克里斯·戴諾菲亞（英语：Chris Denorfia）, 第19輪, 555順位被辛辛那提紅人選走
- 卡麥隆·洛（英语：Kameron Loe）, 第20輪, 592順位被德州遊騎兵選走
- 喬治·柯塔拉斯, 第20輪, 595順位被聖地牙哥教士選走
- 布恩·羅根, 第20輪, 600順位被芝加哥白襪選走
- 安迪·拉洛奇（英语：Andy LaRoche）, 第21輪, 625順位被聖地牙哥教士選走，但未簽約
- 石川隆, 第21輪, 637順位被舊金山巨人選走
- 雅戈比·艾爾斯布里, 第23輪, 674順位被坦帕灣魔鬼魚選走，但未簽約
- 凱爾·麥克萊安（英语：Kyle McClellan）, 第25輪, 762順位被聖路易紅雀選走
- 克雷格·布雷斯洛, 第26輪, 769順位被密爾瓦基釀酒人選走
- 菲爾·科克, 第26輪, 786順位被紐約洋基選走
- 布萊德·齊格勒（英语：Brad Ziegler）, 第31輪, 938順位被奧克蘭運動家選走，但未簽約
- 奈傑·摩根（英语：Nyjer Morgan）, 第33輪, 973順位被匹茲堡海盜選走
- 湯尼·希普（英语：Tony Sipp）, 第33輪, 990順位被芝加哥白襪選走，但未簽約
- 瑞奇·羅梅洛, 第37輪, 1108順位被波士頓紅襪選走，但未簽約
- 藍迪·威爾斯（英语：Randy Wells）, 第38輪, 1143順位被芝加哥小熊選走
- 路克·霍切瓦（英语：Luke Hochevar）, 第39輪, 1171順位被洛杉磯道奇選走，但未簽約
- 布萊恩·拉海爾（英语：Bryan LaHair）, 第39輪, 1180順位被西雅圖水手選走
- 杭特·潘斯, 第40輪, 1189順位被密爾瓦基釀酒人選走，但未簽約
- 馬特·加爾薩, 第40輪, 1191順位被科羅拉多洛磯選走，但未簽約
- 喬納森·派柏邦, 第40輪, 1208順位被奧克蘭運動家選走，但未簽約
- 史考特·菲爾德曼（英语：Scott Feldman）, 第41輪, 1241順位被休士頓太空人選走，但未簽約
- 布萊恩·班尼斯特（英语：Brian Bannister）, 第45輪, 1342順位被波士頓紅襪選走，但未簽約

### NFL球員選秀
- 布蘭登·威登（英语：Brandon Weeden）, 第2輪, 71順位被紐約洋基選走
- 布蘭登·瓊斯, 第42輪, 1270順位被西雅圖水手選走，但未簽約
- 約翰·史托科（英语：John Stocco）, 第45輪, 1346順位被明尼蘇達雙城選走，但未簽約

## 外部連結
- MLB.com - 2002 Draft Tracker (all rounds)
- MLB.com - Draft History （页面存档备份，存于）
- Complete draft list from The Baseball Cube database （页面存档备份，存于）

| 前任： 喬·莫爾 | 選秀狀元 Bryan Bullington | 繼任： Delmon Young |